# البديع (آيت موسى)
البديع هو دُوَّار يقع بجماعة سيدي بورجا، إقليم تارودانت، جهة سوس ماسة في المملكة المغربية. ينتمي الدوّار لمشيخة آيت موسى التي تضم 7 دواوير. يقدر عدد سكانه بـ 497 نسمة حسب الإحصاء الرسمي للسكان والسكنى لسنة 2004.

## روابط خارجية
- البوابة الوطنية للجماعات الترابية
- المندوبية السامية للتخطيط